# Hen Zemi
Hen Zemi (яп. 変ゼミ) — сэйнэн-манга автора, известного под ником Tagro, выходившая в еженедельном журнале Morning 2 с 2006 по 2015 год. В формате танкобонов выпускается издательством «Коданся».
О решении начать производство аниме по сюжету манги впервые было объявлено в декабре 2009 года. Две серии OVA по очереди были выпущены в составе эксклюзивного издания вместе с четвёртым и пятым томами манги соответственно. В апреле-июне 2011 года на телеканалах Японии прошла трансляция адаптированного аниме-сериала.

## Сюжет
Сюжет рассказывает об учёбе и повседневной жизни студентов, посещающих семинары профессора Мэсии о физиологических и поведенческих особенностях извращенцев.

## Персонажи
- Кэндзи Мэсия (яп. 飯野 堅治 Мэсия Кэндзи)

Сэйю — Такаси Мацуяма
Профессор, специалист по извращенцам.
- Нанако Мацутака (яп. 松隆 奈々子 Мацутака Нанако)

Сэйю — Кана Ханадзава
Главная героиня сюжета. Студентка-девственница, влюблённая в своего сокурсника Комуги, но скрывающая от него свои чувства в связи с тем, что у него уже есть девушка — Мивако.
- Комуги Мусаси (яп. 武蔵 小麦 Мусаси Комуги)

Сэйю — Акира Исида
Студент. Любит красть женские трусики, развешанные на бельевых верёвках: использует для этого удочку. В разговоре с Нанако признался, что сдавал свои фекалии в фирму, специализирующуюся на поставках копрофагам — юноша назвал эту работу тяжёлой, поскольку для неё необходимо поддерживать специальную диету. Во время другой работы, разносчика пиццы, он тайно от заказчиков эякулировал в готовое блюдо. Сексуально девиантен (получает удовольствие от двух противоречивых явлений): будучи влюблённым в Мивако, наслаждается наблюдением за тем, как она занимается сексом с кем-либо другим.
- Хисиясу Итикава (яп. 市河 菱靖 Итикава Хисиясу)

Сэйю — Норихиса Мори
Студент. Работает в кинокомпании; интересует документальной порнографией.
- Мивако Мидзукоси (яп. 水越 美和子 Мидзукоси Мивако)

Сэйю — Юкико Такагути
Любимая девушка Камуги, изменяет ему с Тагути. Любит когда за ней подглядывают.
- Йестедей Тагути (яп. 田口 イエスタデイ Тагути Иэсутадэи) (от англ. «yesterday», вчера)

Сэйю — Минору Сираиси
Студент. Имеет в ботинках встроенные мини-камеры, что позволяет ему снимать девушек под юбками. Полученное видео он заливает на сайты эротической направленности.
- Грегори Макико (яп. 蒔子 グレゴリー Макико Гурэгори:)

Сэйю — Сино Кавараги
Бывшая девушка Тагути.
- Анна Като (яп. 加藤 あんな Като: Анна)

Сэйю — Рёко Синтани
Рыжеволосая девушка. Обвиняет своего брата в том, что до сих пор является девственницей, считая, что тот «отпугивает парней».

## Аниме

### OVA
В формате OVA по состоянию на март 2011 года было выпущено 2 серии, каждая из них являлась приложением к эксклюзивному изданию четвёртого и пятого томов манги соответственно. Открывающую музыкальную композицию Mania e Kirakira (яп. マニアエキラキラ) исполнила Кана Ханадзава, закрывающую Hen ・ Rin ・ Sham ~Hen da yo. Rinse no ato ni Shampoo te~ (яп. 変・リン・シャン ~変だよ。リンスーの後にシャンプーて~) — Кана Ханадзава, Минору Сираиси, Норихиса Мори и Такаси Мацуяма.
| Первый эпизод | 23 июля 2010 года  |
| Нанако Мацутака испытывает проблемы после посещений семинаров по физиологии извращенцев. Профессор Мэсия утверждает, что из-за того, что она девственница, ей трудно понять обсуждаемые проблемы. По совету Мэсии она решает устроиться на работу; Комуги предлагает ей различные варианты, однако ни один из них её не устраивает. Неизвестный присылает профессору темы для исследований, которые он задаёт своим студентам и которые выявляют их нездоровые черты: нравственное разложение Тагути, измены Мидзукоси, желание подглядывать и записывать интимную близость других людей Итикавы, а также фетиши Мусаси. Герои недоумевают, кто мог прислать эти задания. |                    |
| Второй эпизод | 23 марта 2011 года |
| Анна Като сдаёт профессору работу, в которой описывает реакцию людей в лифте на неё признание в громкой порче воздуха (при том, что это сделал кто-то другой). Однако девушка получает незачёт, поскольку аналогичный доклад, описав в нём поведение Анны и реакцию на него, ранее сдала Макико, которая тогда как раз и пукнула. Нанако и Комуги проводят общее время в забегаловке за кружкой пива; юноша обращает внимание на то, что грудь девушки постоянно выглядывает из-под лёгкой блузки. Мидзукоси решает найти какого-нибудь «озабоченного» парня, для чего в мужском туалете оставляет надпись, что в 15:30 на занятии по социальной психологии будет находиться девушка с вибратором, который подключён проводом к телефону, и который заработает, если позвонить на определённый номер. Мидзукоси вычисляет позвонившего парня, однако тот по ошибке принимает за странную девушку Нанако. |                    |

### Аниме-сериал
Сериал транслируется на телеканалах Японии в апреле-июне 2011 года. Открывающую музыкальную композицию Punctuation! исполняет Кана Ханадзава.
| № серии | Название | Трансляция в Японии |
| ------- | --- | ------------------- |
| 1       | Study of World Events as Seen from Unbiased Advocates «Fuhen-ron-sha-tachi Kara Mita Sekai no Jishō Nikansuru Kōsatsu» (不偏論者たちから見た世界の事象に関する考察) | 8 апреля 2011 года  |
| 2       | Study on the Hedonistic Aspects of Food and Taste «Shoku to Shikō kara Miru Kairaku Yōsō ni Kansuru Kōsatsu» (食と嗜好から見る快楽様相に関する考察) | 15 апреля 2011 года |
| 3       | Study on the Sense of Virtue in Social Comparison «Shakai-teki Hikaku ni okeru Teisō Kannen ni Kansuru Kōsatsu» (社会的比較における貞操観念に関する考察) | 22 апреля 2011 года |
| 4       | Study on the Difference in Happiness and that of the Person Receiving the Service to the Population «Shūdan e no Hōshi-sha to Sore o Juyōsuru Gawa no Kōfuku-kan no Sai ni Kansuru Kōsatsu» (集団への奉仕者とそれを受容する側の幸福感の差異に関する考察)                        | 29 апреля 2011 года |
| 5       | Study on the Family Dynamics that Influence Personality Development «Kazoku Kinō ga Jinkaku Keisei ni Ataeru Eikyō ni Kansuru Kōsatsu» (家族機能が人格形成に与える影響に関する考察)                                                                                             | 6 мая 2011 года     |
| 6       | Study on the Impulsive Action and Threatened Action in Extreme Conditions «Kyokugen Jōtai ni Okeru Shōdō Kōi to Kyōhaku Kōi ni Kansuru Kōsatsu» (極限状態における衝動行為と脅迫行為に関する考察)                                                                                | 13 мая 2011 года    |
| 7       | Study on the Relationship Between Direct and Reliable to Depend on the Specific Relationship «Tokutei no Ningen Kankei e Mukeru Izon-sei to Shinrai-sei no Kankei ni Kansuru Kōsatsu» (特定の人間関係へ向ける依存性と信頼性の関係に関する考察)                                  | 20 мая 2011 года    |
| 8       | An inquiry on the characteristic qualities and the acknowledgment of the coming of age of self attributed by childhood experiences «Yōji Taiken ga Ataeru Tokushitsu-teki Seishitsu to Jiko Seichō-kan ni Kansuru Kōsatsu» (幼児体験が与える特質的性質と自己成長感に関する考察) | 27 мая 2011 года    |
| 9       | Study on the Self-observation and Self-disclosure Subjective «Shukan-teki Jiko Kansatsu no Kekka to Jiko Kaiji ni Kansuru Kōsatsu» (主観的自己観察の結果と自己開示に関する考察)                                                                                                 | 3 июня 2011 года    |
| 10      | Study on the Psychological Impact of Indirect Contact «Kansetsu-teki na Sesshoku ni Yoru Shinri-teki Eikyō ni Kansuru Kōsatsu» (間接的な接触による心理的影響に関する考察) | 10 июня 2011 года   |
| 11      | Study on the Psychological and Physical Effects and Suppressed Desires «Yokuseisareta Yokkyū ga Oyobosu Shinri-teki Oyobi Shintai-teki Kōka ni Kansuru Kōsatsu» (抑制された欲求が及ぼす心理的及び身体的効果に関する考察)                                                        | 17 июня 2011 года   |
| 12      | Study on Coping With a Particular Expression of Love From Someone «Tokutei no Jinbutsu kara no Aijō Hyōgen e no Taisho Kōdō ni Kansuru Kōsatsu» (特定の人物からの愛情表現への対処行動に関する考察)                                                                              | 24 июня 2011 года   |
| 13      | Study on Impartial Advocates Harbouring 'Love' «Fuhen-ron-sha-tachi ga Idaku “Ai” ni Kansuru Kōsatsu» (不偏論者たちが抱く『愛』に関する考察) | 1 июля 2011 года    |